# Grenze zwischen Algerien und Mali

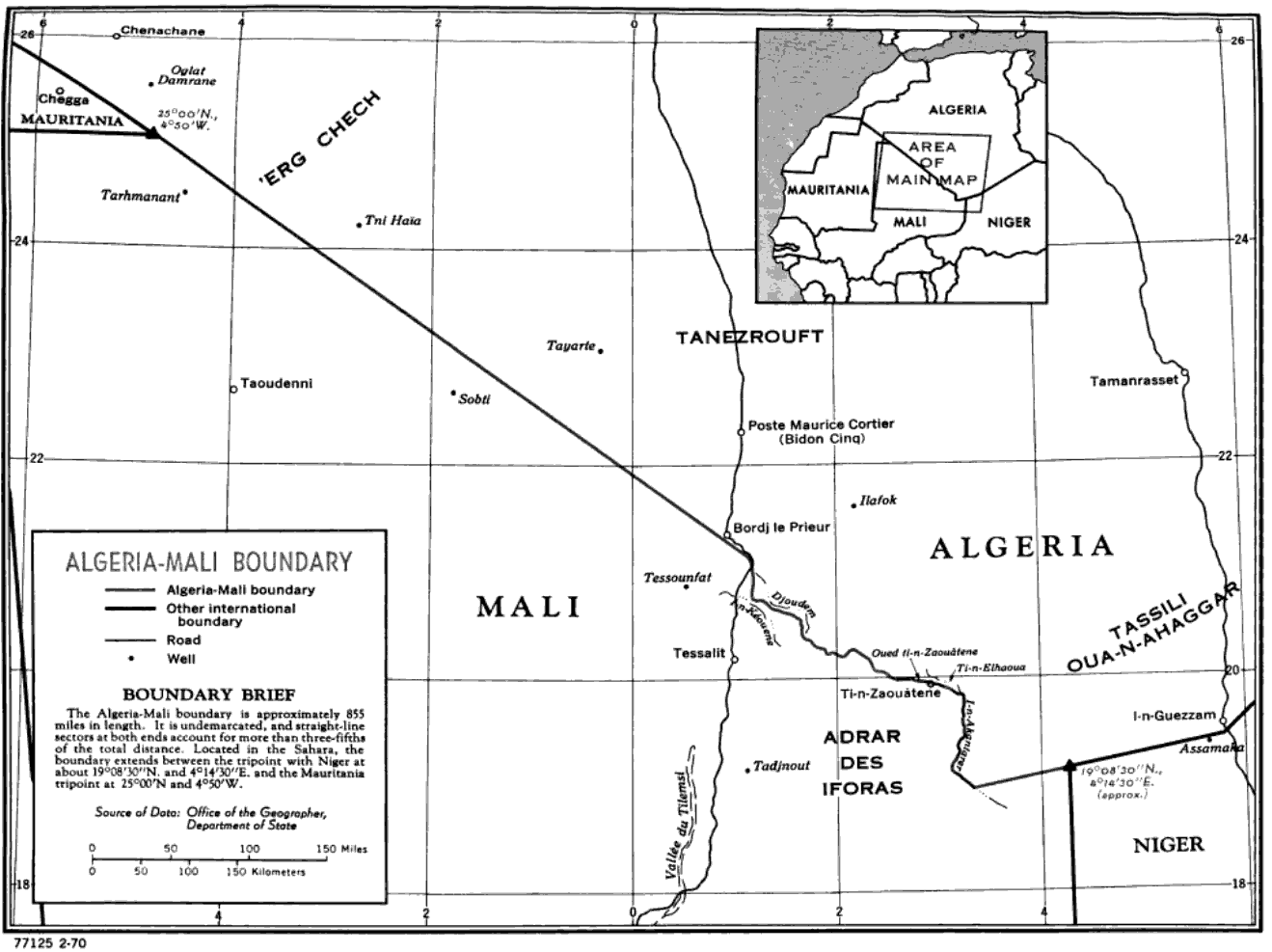
Karte des Grenzverlaufs

Die Grenze zwischen Algerien und der Republik Mali trennt als internationale Grenze diese beiden Staaten. Ihr Verlauf inmitten der Sahara geht auf die französische Kolonialzeit zurück. Ihre definitive Festlegung ist durch das am 8. Mai 1983 unterzeichnete Abkommen zwischen den beiden Staaten erfolgt. Die Grenze ist 1376 km lang.

## Geschichte
Die erste Festlegung der Grenze zwischen den französischen Kolonien Algerien und Obersenegal und Niger (seit 1920 Französisch-Sudan, Soudan français) erfolgte am 7. April 1905 durch den französischen Kolonialminister Étienne Clémentel und den französischen Innenminister Eugène Étienne. Die Vermarkung der Grenze begann 1970. Französisch-Sudan erlangte 1960 als Mali (1959/60 kurzzeitige Föderation mit dem Senegal), Algerien nach einem blutigen Befreiungskrieg 1962 die Unabhängigkeit. Das Grenzgebiet ist stark durch den Konflikt in Mali (seit 2012) mit der vorübergehenden Abspaltung des separatistischen Staats Azawad betroffen.

## Grenzverlauf

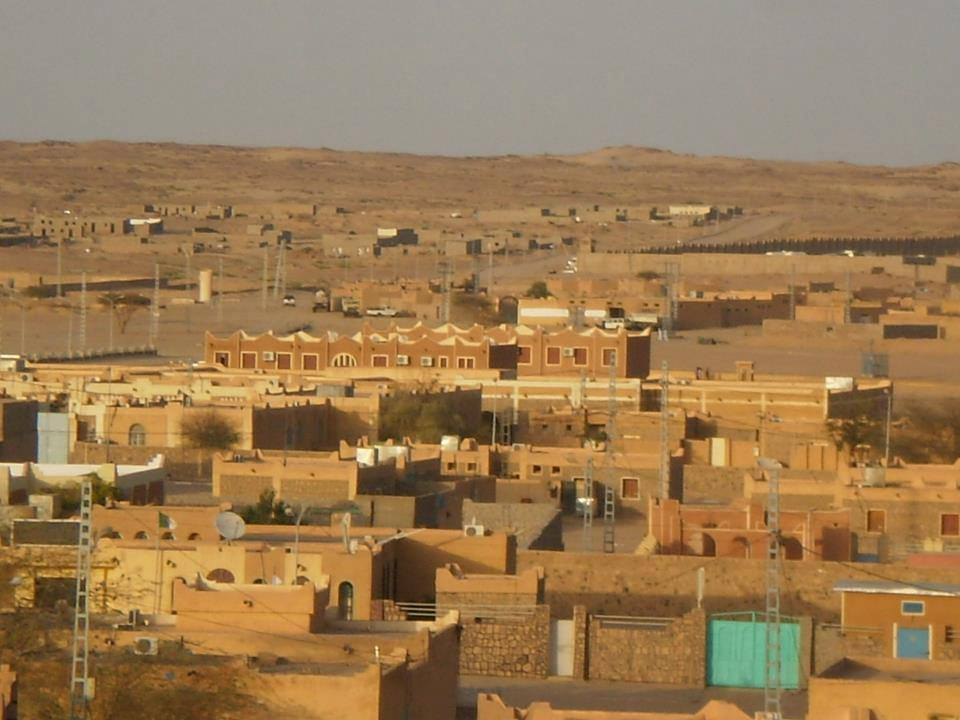
Tin Zaouatine

Die von 17 Grenzsteinen markierte Grenze beginnt im Nordwesten im Sandmeer des Erg Chech am Dreiländereck mit Mauretanien (25°0'0"N, 4°49'48"W), wo sie die ebenfalls geradlinig verlaufende Grenze zwischen Algerien und Mauretanien linear fortsetzt, verläuft geradlinig durch das ebene Wüstengebiet des Tanezrouft, bis sie beim algerischen Bordj Badji Mokhtar auf die grenzüberschreitende Tanezrouftpiste trifft und von da an einen gewundenen Verlauf nördlich des Gebirgszugs des Adrar des Ifoghas nach Tin Zaouatine (Grenzübergang) nimmt. Von dort verläuft die Grenze zunächst nach Süden und schließlich nach Ostnordosten bis zum Dreiländereck mit der Republik Niger (19°7'48"N, 4°14'24"E).